# Christoph Kreß von Kressenstein

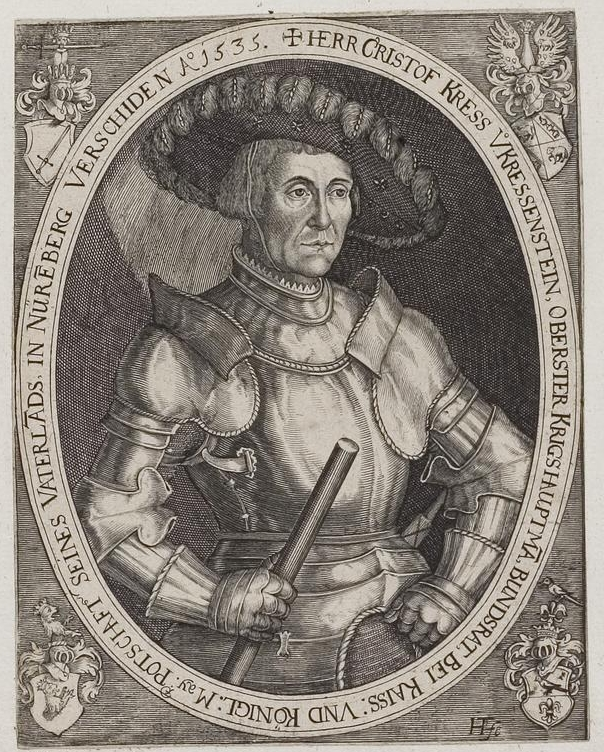
Christoph Kreß von Kressenstein (1484–1535), Oberster Hauptmann; Kriegsrat des Schwäbischen Bundes; Unterzeichner der Confessio Augustana

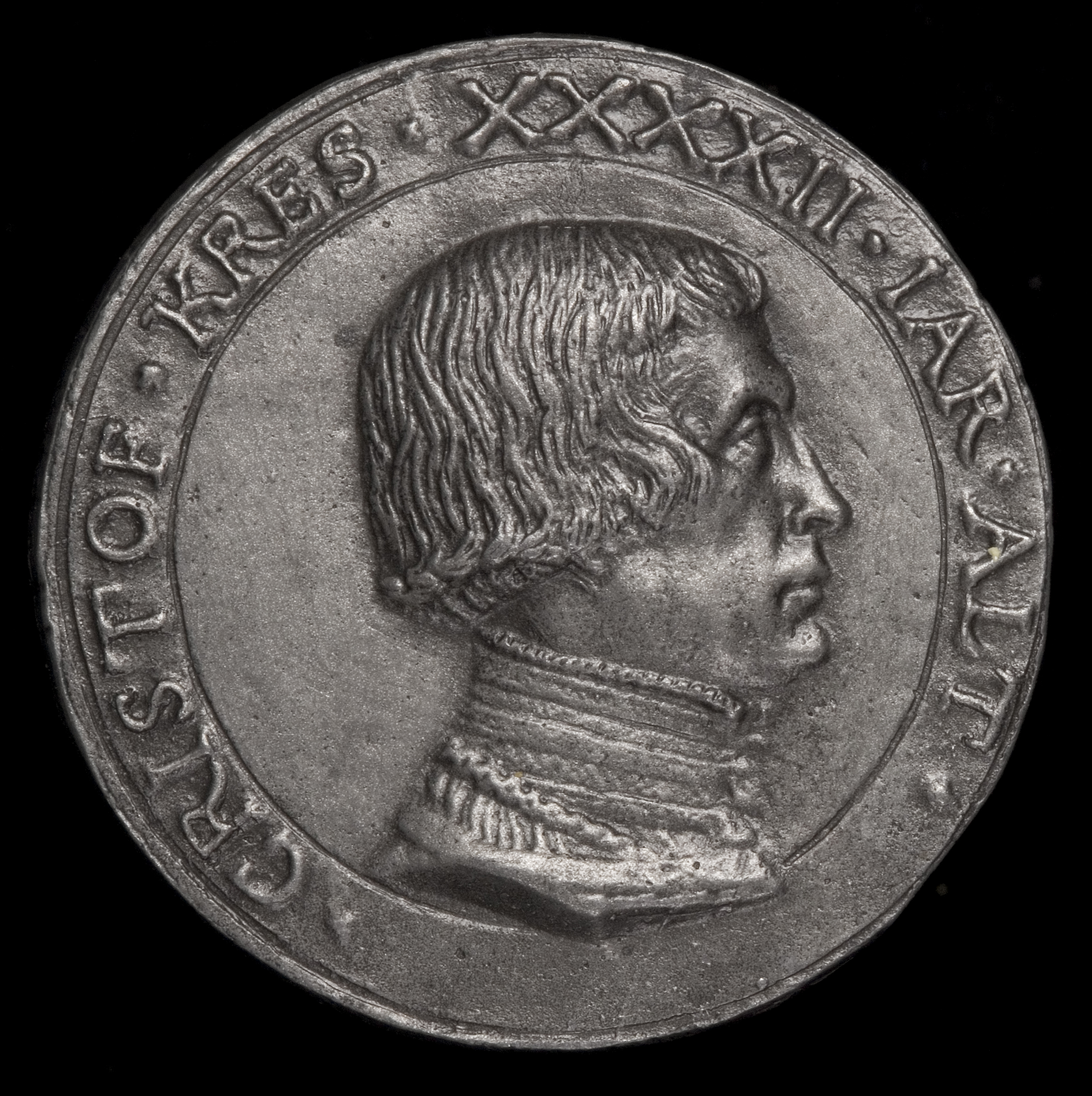
Christoph Kress von Kressenstein, Silbermedaille 1526 von Matthes Gebel

Christoph Kreß (ab 1530 Christoph Kreß von Kressenstein; * 3. Mai 1484 in Nürnberg; † 15. Dezember 1535 ebenda) war ein Nürnberger Patrizier, der im frühen 16. Jahrhundert als Politiker und Gesandter der Reichsstadt tätig war, ab 1519 auch als ihr Bürgermeister.

## Leben

### Familie
Christoph Kreß von Kressenstein entstammte einer der ältesten Patrizierfamilien von Nürnberg. Er war der Sohn von Anton Kreß von Kressenstein († 1520) und dessen Ehefrau Katharina, Tochter des Geheimrats Wilhelm Löffelholz von Kolberg (1424–1475). Sein Bruder war Anton Kreß von Kressenstein (1478–1513).
Er heiratete am 17. Januar 1513, im Hause seines Schwagers Christoph Scheurl, Helene (* 1494; † 1562), Tochter des Waldamtmanns Stephan Tucher und dessen Ehefrau Ursula (geb. Muffel von Eschenau) († 6. September 1562); an der Hochzeit nahm auch der Kardinal von Santa Lucia in Selci, Ippolito I. d’Este, teil, der sich in Nürnberg aufhielt. Die Ehe blieb kinderlos.

### Ausbildung
Im Alter von 13 Jahren kam er 1497 nach Mailand, um bei Johann Anthoni de Lytta, Zöllner am Hof des Herzogs Ludovico Sforza, die Landessprache zu erlernen. Während seines dortigen Aufenthaltes wurde er Zeuge der Wirren, die sich in Mailand vollzogen, als König Ludwig XII. von Frankreich den Herzog vertrieb und das Herzogtum Mailand eroberte.
1500 verließ er Italien und ging nach Antwerpen, das einen umfangreichen Handel mit Nürnberg verband. Er blieb bis 1502 und wandte sich dann nach London um die dortige Sprache zu erlernen und seine Bildung zu erweitern; 1504 kehrte er nach Nürnberg zurück.

### Militärische Verwendungen
Kurz nach seiner Rückkehr ging er mit zwei Pferden für neun Monate in die Dienste von Herzog Albrecht IV. von Bayern, der sich im Landshuter Erbfolgekrieg gegen Pfalzgraf Ruprecht von der Pfalz befand. Nach Beendigung des Krieges kehrte Kreß nach Nürnberg zurück und nahm an verschiedenen ritterlichen Übungen teil, so war er 1506 Teilnehmer bei einem Gesellenstechen, einem Turnier der jungen Patrizier, und trat in einem Scharfrennen gegen Christoph Fürer von Haimendorf (1479–1537) an.
1507 verpflichtete er sich für elf Monate mit zwei Pferden beim Landhofmeister von Württemberg, Graf Wolfgang von Fürstenberg, als dieser für den geplanten Römerzug König Maximilians I. ein Heer aufstellte, welches aber später am Widerstand der Republik Venedig scheiterte.
Auf den Bundestagen des Schwäbischen Bundes 1519 und 1520 drängte er, gemeinsam mit den Vertretern von Augsburg und dem Grafen Joachim von Oettingen, auf einen entscheidenden Schlag gegen das Raubrittertum; Joachim von Oettingen wurde am Johannistag (24. Juni) 1520 am Hahnenkamm von Hans Thomas von Absberg überfallen, verwundet und erlag seinen Verletzungen am 6. Juli 1520. 1522 wurde auf dem Bundestag in Nördlingen beschlossen, die Hälfte der Bundeshilfe gegen von Absberg aufzubieten; hierzu wurde Christoph Kreß Kriegsrat beim obersten Feldhauptmann Jörg Truchseß von Waldburg. Im darauffolgenden Jahr begann der Kriegszug, bei dem eine Anzahl von Burgen verbrannt oder gesprengt wurden, hierzu gehörten Boxberg, das den Rosenberg gehörte, Walbach, Aschhausen, das Thüngen’sche Reußenburg, Gnötzheim bei Kitzingen, Waldmannshofen, das gleichfalls ein Raubnest des Rosenberg war, weiter Sparneck, Truppach, Krögelstein, eine Burg des berüchtigten Georg Wolf von Giech, Absberg und andere; am Streitberg kam es zwar zu einem kleinen Gefecht, jedoch wurde die Burg nicht zerstört. Der Feldzug dauerte 60 Tage und Christoph Kreß erhielt aus der Kriegsbeute eine Bockbüchse, die über einen Zentner schwer war und vier neue Hakenbüchsen. Die Waffen ließ er neu zurichten und beschlagen und schaffte sie auf seinen Sitz in Kraftshof. In Anerkennung seiner vielen Mühen erhielt er vom Nürnberger Rat einen goldenen Deckelbecher; einen weiteren Deckelbecher erhielt er vom Erzherzog Ferdinand von Österreich, als er, nach Beendigung des Feldzuges, gemeinsam mit dem bayerischen Kanzler Leonhard von Eck, im Auftrag des Schwäbischen Bundes, eine Kriegskostentschädigung für den Bund erwirken konnte. Nachdem zu Weihnachten 1523 die erste Abschlagszahlung an den Bund erfolgt war, erhielt er auf Weisung der Stände des Schwäbischen Bundes 150 Gulden, die ihm von Ulrich Fugger ausgezahlt wurden.
Ostern 1524 erfolgte seine Ernennung zum Söldnermeister, Hauptmann der Nürnberger Kriegsstube, und ihm wurde das Siegelamt übertragen.
Nach dem Tod des Vordersten Losungers Hieronymus Ebner (1477–1532) erhielt er die Würde des obersten Hauptmanns, das damals die dritthöchste Stelle in der reichsstädtischen Regierung war, allerdings lehnte er seiner Ernennung zum Losunger ab.

### Diplomatische und politische Missionen
Ostern 1513 wurde er zum Ratsherrn ernannt und im gleichen Jahr ordnete ihn der Rat an das Landgericht in das heutige Ansbach ab und er vertrat dort im gleichen und im darauffolgenden Jahr und 1516 den Rat wiederholt; 1516 verhandelte er mit den markgräflichen Räten in Ansbach unter anderem wegen Waldstreitigkeiten. 1515 wurde er auch auf die Städtetage nach Ulm und Bamberg gesandt.
1515 wurde er zu seiner ersten diplomatischen Mission an den kaiserlichen Hof gesandt, nachdem der Rat 1514 den ersten Beamten der Stadt, Anton Tetzel (1459–1518), wegen Bruchs des Amtsgeheimnisses und anderer Vergehen gefangen genommen hatte und sich Markgraf Friedrich V. von Brandenburg-Ansbach-Kulmbach für dessen Freilassung beim Rat einsetzte. Nachdem der Rat die Freilassung abgelehnt hatte, wollte sich der Markgraf an den Kaiser wenden, allerdings unterrichtete der Rat den Kaiser zwischenzeitig und entsandte hierzu den Propst von St. Sebald, Melchior Pfinzing, an den kaiserlichen Hof. Weil der Rat mit dem Einsatz von Melchior Pfinzing unzufrieden war, wurde Christoph Kreß von 1515 bis 1517, mit Unterbrechungen, ebenfalls an den kaiserlichen Hof gesandt und konnte in dieser Zeit erreichen, dass Anton Tetzel bis zu seinem Tod in Haft blieb. In dieser Zeit setzte er sich auch für Albrecht Dürer beim Kaiser ein und erwirkte von ihm die Überweisung eines Leibgedings von 100 Gulden auf die Nürnberger Stadtsteuer für Dürer; dieser nahm im Sommer 1518 als Vertreter der Stadt Nürnberg an dem Reichstag in Augsburg teil, wo er Jakob Fugger und andere bedeutende Persönlichkeiten im Werk verewigte.
Auch seine Entsendung 1517 an den kaiserlichen Hof in den Niederlanden, wegen der Inhaftierung eines Kaufmanns aus Nürnberg, der zum Nachteil von Nürnberg und Augsburg tätig geworden war, sowie weitere Aufträge, konnte er zur Zufriedenheit des Rates erledigen.
Im Juni 1517 entsandte ihn der Rat zum Reichstag, dort vertrat er auch die Städte Rothenburg, Dinkelsbühl, Windsheim und Weißenburg, bat jedoch schon nach kurzer Zeit aus gesundheitlichen Gründen, um seine Abberufung, die ihm sofort gewährt wurde.
1518 wurde er wiederholt zum Bischof von Würzburg, Lorenz von Bibra, und zum Markgraf Georg von Brandenburg-Ansbach-Kulmbach gesandt; im gleichen Jahr vertrat er Nürnberg auch auf dem Städtetag in Ulm und dem Bundestag in Augsburg und wurde 1519 an den kaiserlichen Hof nach Linz, und nach Kaiser Maximilians Tod an den Bundestag nach Augsburg gesandt und vertrat von nun an den Rat auf allen Versammlungen des Schwäbischen Bundes. Die Vertretung der städtischen Interessen beim Schwäbischen Bund gestalteten sich allerdings als sehr schwierig, weil ein Gegner der Stadt, Markgraf Friedrich von Brandenburg, der wegen der Einführung des Weinzolls und wegen der Ausübung der hohen Gerichtsbarkeit im Nürnberger Gebiet, mit der Stadt im Streit lag, ebenfalls dem Schwäbischen Bund angehörte. In dieser Zeit beschäftigte sich der Bund unter anderem mit der Sicherung des Landfriedens in Schwaben und Franken, den damals Herzog Ulrich von Württemberg gebrochen hatte und den der Raubritter Hans Thomas von Absberg störte. Christoph Kreß nahm nun an allen Verhandlungen, Feldzügen und Missionen teil und entwickelte eine erfolgreiche und fruchtbare Tätigkeit für die Stadt Nürnberg.
Am 29. April 1519 erfolgte durch den Rat der Stadt Nürnberg seine Ernennung zum Bundesrat; in diesem Jahr wurde er auch zum älteren Bürgermeister und Kriegsherrn ernannt.
Im Frühjahr 1521 wurde er auch als Vertreter der Stadt zum Reichstag nach Worms abgeordnet und war am 17. April 1521 Zeuge, als sich Luther vor dem Kaiser und dem Reichstag verantworten musste. Im darauffolgenden Jahr war er als Stellvertreter des Rates auf dem Reichstag, der unter Erzherzog Ferdinand in Nürnberg zusammentrat und wurde von den schwäbischen Städten in den Reichsausschuss gewählt; für diese Zusammenkunft musste er die Bewirtung übernehmen. Gemeinsam mit weiteren Räten vertrat er auch im Januar 1524 die Stadt, als der Reichstag in Nürnberg eröffnet wurde.
1524 nahm er auch als bündischer Kriegsrat am Bauernkrieg teil und war an der Schlacht bei Böblingen und beim Zug der Bündischen gegen die Württemberger Bauern beteiligt, sowie gegen die aufrührerischen Bauern im Hochstift Bamberg. Er nahm auch am Feldzug gegen die Allgäuer Bauern teil und ritt im bündischen Heer mit den anderen Kriegsräten nach Kempten, wo der Erzbischof von Salzburg, Matthäus Lang von Wellenburg, eine Bundeshilfe bewilligte.
1526 nahm er die Interessen des Rats auf dem Reichstag in Speyer wahr und vertrat Nürnberg auf dem Bundestag in Augsburg und 1527 auf denen in Ulm und Donauwörth. In dieser Zeit beschäftigte er sich für die Stadt Nürnberg mit religiösen Fragen, dem Zoll- und Münzwesen, der Türkenhilfe und Streitereien mit Würzburg und Brandenburg.
Im Mai 1527, als die Bundesräte gewählt wurden, bat er um seine Ablösung beim Schwäbischen Bund, nahm aber noch bis Mitte Juni an den Verhandlungen des Bundes in Donauwörth teil.
1528 begab er sich für den Rat an den Hof des pfälzischen Kurfürsten Ludwig V. in Sachen Pfalzgraf Friedrich’s, besucht die Tage zu Schwabach, Ansbach, Heilsbronn und Schönberg wegen Abschließung des Vertrags in den markgräflichen Streitigkeiten und reiste auch nach Cadolzburg, um den Markgrafen Georg von Brandenburg-Ansbach-Kulmbach nach Nürnberg einzuladen. Im gleichen und im darauffolgenden Jahr war er auch als Vertreter des Nürnberger Rats auf den Bundestagen in Augsburg und Ulm. 1529 wurde er als Nürnberger Gesandter auf den Reichstag nach Speyer abgeordnet.
Im Mai 1529 erhielt er das Amt des Waagherrn übertragen und wurde im gleichen Jahr nach Rodach bei Coburg gesandt, um mit Vertretern der Städte Straßburg und Ulm und den Abgesandten von Sachsen, Hessen und Brandenburg zu einer Beratung in den religiös-politischen Angelegenheiten zusammenzutreten. Darauf vertrat er Nürnberg beim Tag in Schwabach, wo die Abgesandten derselben Fürsten und Städte erschienen und im gleichen Jahr nahm er am Tag von Schmalkalden teil, wo die Gesandten der evangelischen Städte und die von Hessen und Sachsen zusammen berieten. Von entscheidender Bedeutung war dann der Augsburger Reichstag 1530, auf dem auch Kaiser Karl V. erschien. Christoph Kreß von Kressenstein trat in engeren Kontakt zum Kurfürsten von Sachsen, Johann, und dessen Kanzler Gregor Brück, von dem auch die Idee stammte, die Glaubensartikel schriftlich aufzusetzen und vorzutragen, und erhielt von diesen den Entwurf der späteren Confessio Augustana in lateinischer Sprache, die er am 8. Juni 1530 an den Rat und am 15. Juni an diesen in deutscher Sprache übersandte. Etwaige Änderungen ließen sich jedoch nicht mehr aufnehmen, weil das Schreiben am 25. Juni dem Kaiser übergeben worden war, nachdem Christoph Kreß von Kressenstein die Confessio Augustana für Nürnberg unterschrieben hatte. Kaiser Karl V. verlas dann auf dem Reichstag die katholische Antwort auf die Augsburger Konfession (Confutatio pontificia = päpstliche Widerlegung), worauf Melanchthon die Apologie überreichte, die aber nicht angenommen wurde. Er nahm dann zwar Ende 1530 in Schmalkalden an der Versammlung teil, die zur Gründung des Schmalkaldischen Bundes führte, wartete jedoch das Ende der Verhandlungen nicht ab, weil Nürnberg sich nicht den Wünschen der Bundesfürsten anschließen wollte, die sich gegen das Reichsoberhaupt richteten.

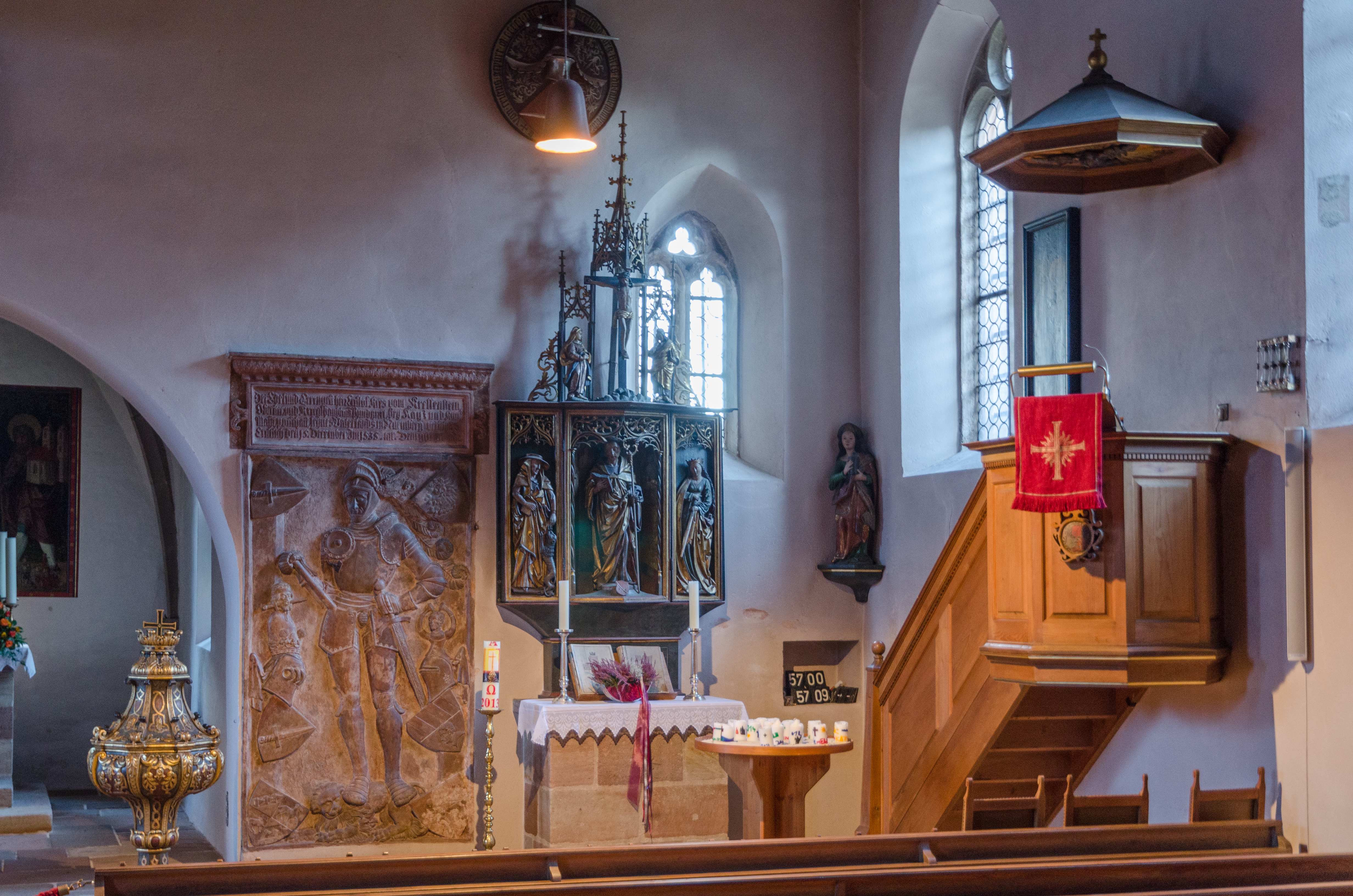
Grabstein des Christoph Kreß von Kressenstein (1484–1535) in der Wehrkirche Kraftshof

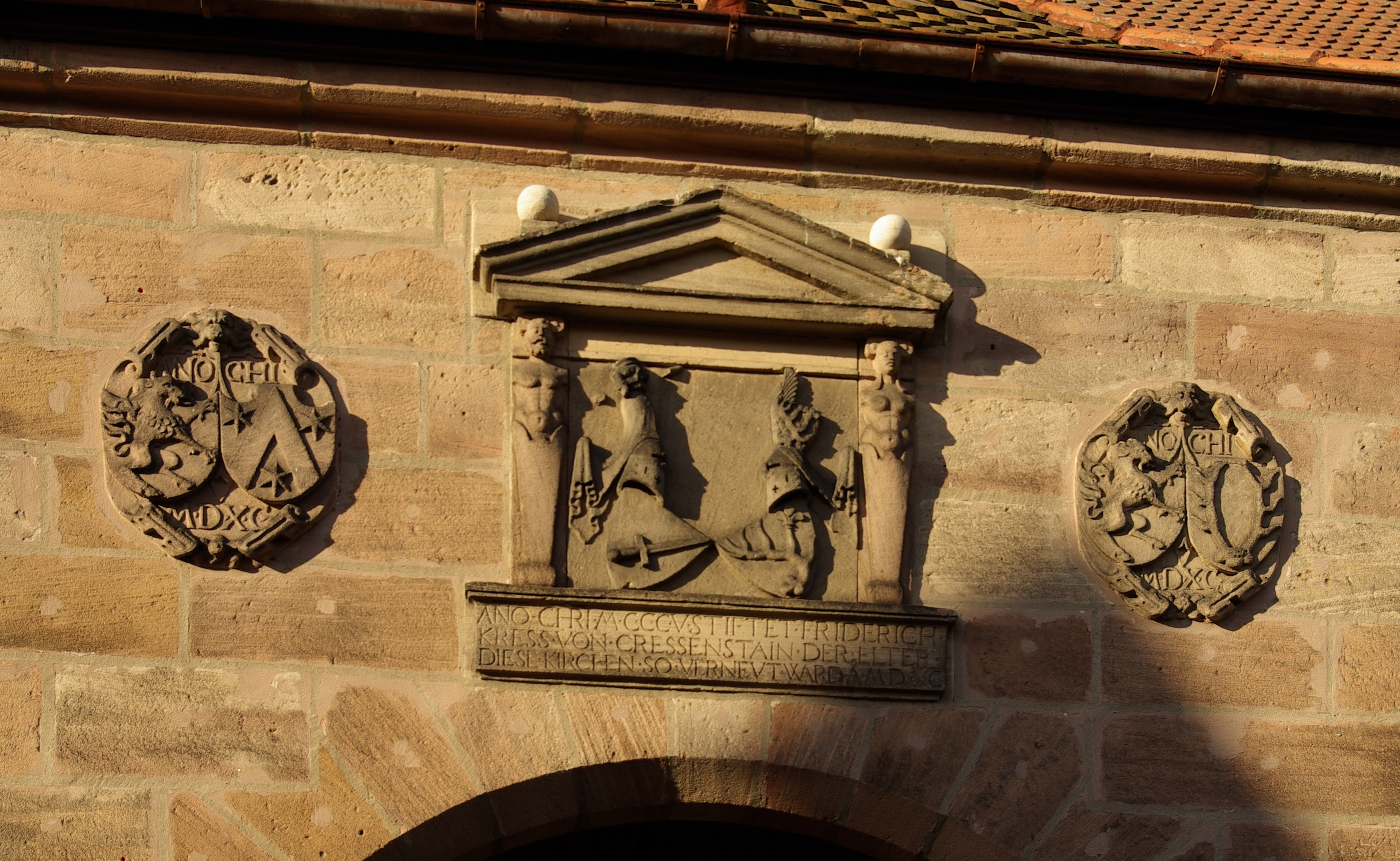
Familienwappen über dem Eingang der Kirche St. Georg in Kraftshof

1532 nahm er am Regensburger Reichstag teil. 1534 war er unter anderem auf dem schwäbischen Bundestag in Augsburg, dann wieder zu Verhandlungen wegen der markgräflichen Streitigkeiten in Heilbronn und zur Beilegung nachbarlicher Streitereien am pfalzgräflichen Hof in Amberg und 1535 auf dem schwäbischen Bundestag in Donauwörth; noch im Juli 1535 war er, auf Einladung des Markgrafen Georg von Brandenburg-Ansbach-Kulmbach, bei diesem zu Besuch in Heilbronn. Hans Sachs, mit dem er befreundet war, widmete ihm noch in seinem Todesjahr, das Gesprech eines klagenden Fräuleins mit den Parcis, den dreien göttin des lebens.
Seit seinem Tod befindet sich sein Epitaph in der St. Georgskirche in Kraftshof rechts vom Chorbogen. In der Nürnberger Frauenkirche befindet sich das Familienwappen auf den Glasmalereien der Fenster und in der Kirche St. Sebald hängt sein Totenschild.

## Ehrungen und Auszeichnungen
- Während des Reichstages in Augsburg erhielt er durch Kaiser Karl die Bestätigung des Adelsbriefes und die Verleihung des Beinamens von Kressenstein, sowie das Recht mit rotem Wachs zu siegeln.[10]
- Friedrich Wanderer schuf 1889 die Sandsteinstatue „Ritter Kreß von Kressenstein“ in Nürnberg am Obstmarkt 2 auf der Rückseite des Fünferplatz-Baus des Nürnberger Rathauses.[11]